# Karabutowe
Karabutowe (ukr. Карабутове) – wieś na Ukrainie, w obwodzie sumskim, w rejonie konotopskim, w hromadzie Popiwka. W 2001 liczyła 505 mieszkańców, spośród których 504 wskazało jako ojczysty język ukraiński, a 1 rosyjski.
W odległości 3 kilometrów znajduje się zbiornik Karabutów.